# Shuttarna II
Shuttarna II (aussi transcrit Šuttarna) est un roi du royaume hourrite de Mittani au début du XIVe siècle av. J.-C.
Il était le descendant, et probablement le fils, du grand roi de Mittani Artatama I. Il fit alliance avec le pharaon Amenhotep III ; les négociations entre les deux rois sont brièvement rapportées dans les Lettres d'Amarna. En gage d'amitié, la fille de Shuttarna, Giloukhepa, fut donnée en mariage, avec une dot magnifique, à Amenhotep III dans la dixième année du règne de celui-ci.
Le royaume du Mittani atteint l'apogée de sa puissance et de sa prospérité lors du règne de Shuttarna. Le Mittani partageait une frontière avec l'Égypte depuis Alalakh, à l'ouest, jusqu'à l'Oronte, au nord de la Syrie. Le centre du royaume était le bassin du Khabur, affluent de l'Euphrate, où se trouvait sa capitale Washshukanni. Le Mittani comptait comme vassales l'Assyrie au nord et la cité d'Arrapha à l'est. Les hittites tentèrent d'envahir le nord du Mittani mais furent vaincus par Shuttarna.
Shuttarna II eut pour successeur son fils Tushratta, ou peut-être Artashumara, dans des circonstances peu claires.